# A Hard Road
«A Hard Road» (рус. Тяжёлый путь) — второй сингл группы Black Sabbath с альбома Never Say Die!, выпущенный в 1978 году. Он достиг 33 места в британских чартах.
Песня описывает «тернистый путь» карьеры группы перед обретением ею успеха. Последний сингл группы с Оззи Осборном до его возвращения в группу в 1990-е годы.
На стороне «Б» этого сингла записана песня «Symptom of the Universe» с альбома 1975 года Sabotage.
Данная песня примечательна тем, что здесь Тони Айомми первый и единственный раз исполнил бэк-вокальные партии. В автобиографии «Iron Man: My Journey Through Heaven & Hell With Black Sabbath» Айомми отмечал, что в момент, когда он пел вокальную партию в этой песне, басист Гизер Батлер не мог сохранять серьёзное выражение лица.

## Участники записи
- Оззи Осборн — вокал
- Тони Айомми — ведущая гитара, бэк-вокал
- Гизер Батлер — бас-гитара, бэк-вокал
- Билл Уорд — ударные, бэк-вокал, перкуссия